# Salama Moussa

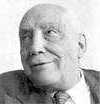
Salama Moussa

Salama Moussa (arabisch سلامة موسى, DMG Salāma Mūsā) (* um 1887 bei Zagazig; † 5. August 1958), ein berühmter Literat und Denker der arabischen Welt, war bekannt durch sein breit gefächertes Interesse um Wissenschaft und Kultur sowie seinen festen Glauben an die unerschöpfliche Kraft des menschlichen Intellekts als Garant für Fortschritt und Wohlstand.

## Leben
Moussa wurde in der Nähe von Zagazig geboren. Er bereiste ab 1908 Europa; studierte in Paris und London Literatur, Philosophie, Geistes- sowie Naturwissenschaften. Zu Lebzeiten erwies er sich als kompromissloser Verfechter wissenschaftlicher sowie gesellschaftlicher Neuordnung und sah in der industriellen sowie kulturellen Revolution die Basis jeglicher Weiterentwicklung in Persönlichkeit und Gesellschaft. Trotz dieses Hintergrundes war es stets sein Bestreben, die ägyptische Identität beizubehalten und diese vom Westen abzugrenzen.
Nicht immer gelang es ihm, sich im Spagat des feudalistisch regierten und vom Islam geprägten Ägypten zu behaupten, zumal er selbst der christlichen Minderheit, den Kopten, angehörte. Seine vehemente Forderung zur Vereinfachung der arabischen Sprache und Grammatik heizte in der arabischen Welt noch zusätzlich die Kritik seiner konservativen Gegnerschaft auf. Er tadelte schonungslos den von vielfältigen Dialekten geprägten arabischen Gesamt-Sprachraum und einer seit Generationen unveränderten hocharabischen Sprache, die der Durchschnittsbürger, ein Großteil Analphabeten, nicht versteht. Noch heute dauert die Diskussion um die Vereinfachung der arabischen Sprache an. Die Schriften von Salama Moussa sind heute im arabischen Raum gefragter denn je. Sie werden ständig neu aufgelegt, seine universalen Ideen finden starken Absatz.
Salama Moussa war unter anderem Mentor des Literaten Nagib Machfus, der seinen Lehrer einmal mit folgenden Worten zitierte: „Du hast viel Talent, aber Deine Erzählungen sind nicht gut.“ Danach hätte Nagib Machfus begonnen, seine Themen umsichtiger zu wählen.
Er war verheiratet mit Emilie; der gemeinsame älteste Sohn ist der Bakteriologe und Verleger Raouf Salama Moussa.